# Ordre des médecins du Liban
Pour les articles homonymes, voir Ordre des médecins.
L'Ordre des Médecins du Liban à Beyrouth est la principale association médicale et fédération de médecins au Liban. Fondé le 7 décembre 1946 et comptant 12 000 membres, il vise à promouvoir le système de soins de santé et son fonctionnement sur le plan national et régional.